# Teodomiro Leite de Vasconcelos
Teodomiro Alberto Azevedo Leite de Vasconcelos (Arcos de Valdevez, Portugal, 4 d'agost de 1944 - Maputo, Moçambic, 29 de gener de 1997) fou un periodista i escriptor moçambiquès.
El 1945 es va establir a Moçambic d'on va aconseguir la nacionalitat quan esdevingué independent. Va passar la seva infància a Beira i es va llicenciar en ciències socials en Lourenço Marques. Va treballar per Rádio do Aeroclube da Beira i Rádio Clube de Moçambique, i el 1972, es va traslladar a Portugal a causa del seu posicionament contra el règim colonial. A Portugal va treballar para Rádio Renascença.
En acabar la guerra d'independència de Moçambic el 1975 va tornar al país i treballà com a periodista a diverses publicacions i mitjans, arribant a director de Rádio Moçambique de 1981 a 1988. Fou també membre de la direcció de l'Organização Nacional de Jornalistas i de l'Associação dos Escritores Moçambicanos. El 1981 fou guardonat amb la "Medalha de Honra Julius Fucik" de l'Organització Internacional de Periodistes.
A part dels seus articles periodístics i col·laboracions en diaris i revistes, Leite de Vasconcelos només va publicar vida el llibre de poemes Irmão do Universo (1994). La resta de la seva obra ha estat publicada pòstumament.

## Publicacions pòstumes
- 1994 - Irmão do Universo (poesia)
- 1997 - "Resumos, Insumos e Dores Emergentes" (poesia);
- 1999 - "Pela Boca Morre o Peixe" (cròniques);
- 2000 - "As Mortes de Lucas Mateus" (teatre)
- Contraponto (crónicas)
- Dos contes seus han estat publicats a l'antologia "As Mãos dos Pretos" de Nelson Saúte.

La seva història O Gotejar da Luz fou duta al cinema per Fernando Vendrell en 2001.